# Plateau de Sibérie centrale
Le plateau de Sibérie centrale est une région de Sibérie située en Russie d'Asie, constituée principalement de plateaux peu élevés et comprise entre les cours des grands fleuves sibériens Ienisseï et Léna. Il couvre une surface de 3,5 millions de kilomètres carrés. C'est une région au climat hostile, continental et froid, éloignée des régions habitées et qui, bien que dotée de richesses minières considérables comme la majeure partie de la Sibérie, est restée jusqu'à présent presque inhabitée.

## Géographie
L'immense plateau de Sibérie centrale est délimité, au nord par la plaine de Sibérie du Nord dans laquelle se trouvent les marais de la plaine de Taïmyr eux-mêmes situés au sud de la péninsule de Taïmyr, et au sud par les différents massifs de Sibérie méridionale tels  que les monts Saïan et les monts Baïkal qui bordent le lac Baïkal. Il comprend notamment le plateau de Poutorana au nord, celui de Syverma au sud, et celui de la Toungouska à l'est. À l'ouest le plateau est borné du nord au sud par le fleuve Ienisseï qui le sépare de la plaine de Sibérie occidentale. À l'est le massif va jusqu'à la plaine de Iakoutie centrale dans laquelle coule le cours inférieur de la Léna. À l'est de ce fleuve se dressent les monts de Verkhoïansk qui se rattachent aux montagnes de Sibérie orientale.
Le climat est continental avec des été courts et des hivers très froids (la moyenne de janvier peut descendre en dessous de −40 °C).

## Structure
Le plateau de Sibérie centrale correspond au craton sibérien en Asie. Il est principalement constitué de plateaux et chaînes de montagnes nettement séparés, dont l'altitude moyenne est comprise entre 500 et 700 mètres, avec parfois des sous-ensembles dépassant tout juste les 1 000 mètres. Le plateau culmine dans sa partie centrale à 1 044 mètres, au sud-ouest à 1 104 mètres (dans la chaîne de l'Ienisseï) et au nord-est sur le plateau de la Viliouï, qui sépare le bassin versant de l'Oleniok de celui de la Léna, à 962 mètres. Le point culminant du plateau se situe au nord-ouest, dans le plateau de Poutorana (1 678 m).
Le plateau est parcouru par de nombreux fleuves dont le plus important est la Toungouska Inférieure, affluent de l'Ienisseï. Il est également arrosé par l'Oléniok, ainsi que l'Angara, la Koureïka et la Toungouska Pierreuse, tous affluents de l'Ienisseï et enfin la Tchéta et  la Viliouï affluents de la Léna. Il est couvert par plusieurs réserves naturelles dont la réserve naturelle de Sibérie centrale et la réserve naturelle de la Toungouska.

## Géologie
Le plateau fait partie du trapps de Sibérie, une immense région géologique créée par une éruption volcanique majeure il y a environ 250 millions d'années entre les périodes géologiques du Permien et du Trias. Le plateau est riche en minerais et ressources énergétiques : or, diamant, fer, charbon, pétrole, gaz naturel.

## Flore
Le plateau de Sibérie centrale est principalement couvert par la taïga (sapin, mélèze, etc.) qui, en allant vers le nord, est progressivement remplacée par la toundra boisée puis la toundra. Cette dernière est caractérisée par une végétation au ras du sol constituée de mousses, fougères et arbrisseaux.

## Économie
Malgré les ressources qu'il contient, le plateau n'est pratiquement pas peuplé à cause de son climat extrême et de l'éloignement des principaux centres d'habitation.